# Chetogena filipalpis
Chetogena filipalpis är en tvåvingeart som beskrevs av Camillo Rondani 1859. Chetogena filipalpis ingår i släktet Chetogena och familjen parasitflugor. Inga underarter finns listade i Catalogue of Life.